# Jonesboro, Louisiana
Jonesboro är administrativ huvudort i Jackson Parish i Louisiana. Vid 2010 års folkräkning hade Jonesboro 4 704 invånare.